# Prairie Creek Redwood State Park

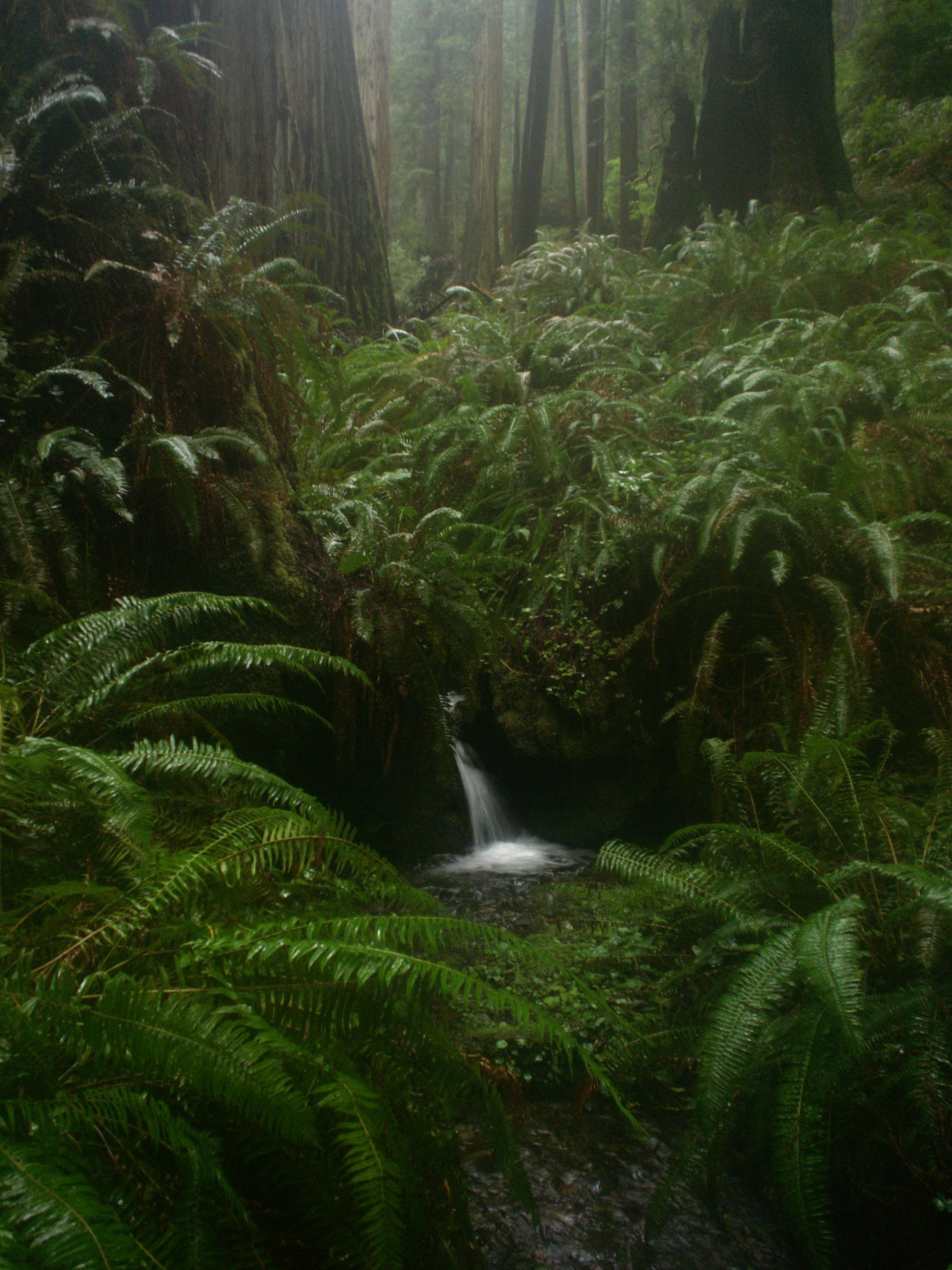
Mały wodospad na szlaku Rododendronowym

Prairie Creek Redwood State Park – park stanowy w amerykańskim stanie Kalifornia. Zajmuje teren o powierzchni 57 km² leżący na północ od miasta Eureka na terenie hrabstwa Humboldt. Znany z ogromnych okazów sekwoi wieczniezielonych.
Park wraz z Del Norte Coast Redwoods State Park, Jedediah Smith Redwoods State Park i Parkiem Narodowym Redwood) są wpisane na Listę światowego dziedzictwa UNESCO oraz na listę rezerwatów biosfery.